# Чжан Цзюньсюн
Чжан Цзюньсюн (кит.: 張俊雄; піньїнь: Zhāng Jùnxióng; нар. 23 березня 1938) — китайський політик, голова Виконавчого Юаня Республіки Китай у 2000—2002 та 2007-2008 роках.